# Den Nye kaktusbog
Den Nye kaktusbog es un libro con ilustraciones y descripciones botánicas que fue escrito por el taxónomo danés Frederik Marcus Knuth, especialmente reconocido por su colección y clasificación de cactus. Recolectó y describió de Sudamérica, muchas nuevas especies de la familia de Cactaceae; se poseen 603 registros en IPNI de sus nombramientos de nuevas especies.  Fue editado por Frederik Marcus Knuth y publicado en Copenhague en el año 1930.